# Sentinel Knoll
Sentinel Knoll är en kulle i Antarktis. Den ligger i Östantarktis. Australien gör anspråk på området. Toppen på Sentinel Knoll är 37 meter över havet.
Terrängen runt Sentinel Knoll är platt. Havet är nära Sentinel Knoll åt nordväst. Trakten är glest befolkad. Närmaste befolkade plats är Davis Station, 3,3 kilometer väster om Sentinel Knoll. 